# Sohn Hak-kyu
Sohn Hak-kyu (* 22. November 1947 in Siheung, Gyeonggi-do) ist ein südkoreanischer Politiker. Zwischen 2002 und 2006 amtierte er als Gouverneur der Provinz Gyeonggi-do.

## Werdegang
Sohn studierte an der Seoul National University und an der University of Oxford. 1993 wurde er in die Gukhoe gewählt und war unter Präsident Kim Young-sam Minister für Gesundheit und Wohlfahrt. Von 2002 bis 2006 hatte Sohn das Amt des Gouverneurs seiner Heimatprovinz inne. Zwischenzeitlich war er Parteichef der Bareun-mirae-Partei. Im November 2021 verkündete Sohn seine Intention sich als Kandidat in der Präsidentschaftswahl in Südkorea 2022 zu bewerben. Zu seinen Wahlversprechen zählt eine Beschränkung der Befugnisse für das Amt des Präsidenten.
Seine Tochter Sohn Won-pyung ist Schriftstellerin.